# Europarlamentari dell'Irlanda della I legislatura
Gli europarlamentari dell'Irlanda della I legislatura, eletti in occasione delle elezioni europee del 1979, furono i seguenti.

## Composizione storica
| Europarlamentare     | Lista             | Gruppo |
| -------------------- | ----------------- | ------ |
| Neil Blaney          | Indipendente      | CDI    |
| Mark Clinton         | Fine Gael         | PPE    |
| Jerry Cronin         | Fianna Fáil       | DPE    |
| Noel Michael Davern  | Fianna Fáil       | DPE    |
| Eileen Desmond       | Partito Laburista | SOC    |
| Sile De Valera       | Fianna Fáil       | DPE    |
| Seán Flanagan        | Fianna Fáil       | DPE    |
| Liam Kavanagh        | Partito Laburista | SOC    |
| Patrick Joseph Lalor | Fianna Fáil       | DPE    |
| John Joseph Mccartin | Fine Gael         | PPE    |
| Thomas Joseph Maher  | Indipendente      | LD     |
| John O'Connell       | Partito Laburista | SOC    |
| Tom G. O'Donnell     | Fine Gael         | PPE    |
| Michael O'Leary      | Partito Laburista | SOC    |
| Richie Ryan          | Fine Gael         | PPE    |

## Modifiche intervenute

### Fianna Fáil
- In data 23.05.1984 cessa dal mandato parlamentare Jerry Cronin, non sostituito.

### Partito Laburista
- In data 01.07.1981 a Michael O'Leary subentra Frank Cluskey.
- In data 09.07.1981 a Eileen Desmond subentra Seán Treacy.
- In data 09.07.1981 a Liam Kavanagh subentra Séamus Pattison.
- In data 21.10.1981 a John O'Connell subentra John Horgan.
- In data 08.02.1984 a Séamus Pattison subentra Justin Keating.
- In data 02.03.1982 a Frank Cluskey subentra Brendan Halligan.
- In data 02.03.1983 a John Horgan subentra Flor O'Mahony.